# Emnilda de Lusace
Emnilda (en polonais : Emnilda słowiańska) ou Emnildis, née vers 970/975 et morte en 1017 à Cracovie, est une princesse slave, fille du prince Dobromir en Lusace. Par son mariage avec Boleslas Ier, elle fut duchesse des Polanes de 987 jusqu'à sa mort.

## Biographie
Emnilda est une fille de Dobromir, prince slave en Lusace, dénommé venerabilis senior dans la Chronique de Dithmar. Ses ancêtres sont possiblement associés à la tribu des Hevelli ou Havellanes (Stodoranen) à Brandebourg, comme les aïeux de Drahomíra, conjoint du duc Vratislav Ier de Bohême. Selon d'autres théories, elle est issue d'une noble famille des Milceni ou du pays de Cracovie. Son père avait sans doute conclu un mariage avec une fille d'un comte saxon (possiblement un parent de la famille du margrave Gero).
Pendant son règne, le duc polonais Mieszko Ier, issu de la maison Piast, avait consolidé son autorité sur l'ensemble des territoires en bordure des marches orientales (Misnie et Lusace) du Saint-Empire romain. Le mariage d'Emnilda et de Boleslas, l'héritier du trône de Pologne, en 987 traduisait une volonté politique de protéger les intérêts polonais dans la région. C'était le troisième mariage pour le jeune prince : ses deux précédentes épouses, Heminilde, fille de Rikdag, margrave de Misnie, et Judith, la fille de Géza, grand-prince de Hongrie, sont répudiées après peu de temps.
Les chroniqueurs de l'époque Gallus Anonymus et Dithmar parlent d'elle comme d'une personne charmante et avisée,.

## Mariage et descendance
Du mariage de Boleslas et d'Emnilda naissent cinq enfants :
- une fille (v. 988 - 1013) ;
- Reglindis (989 - 21 mars 1014), épouse du margrave Hermann Ier de Misnie ;
- Mieszko II de Pologne (990 - 1034), duc et roi de Pologne ;
- une fille (v. 995 – 14 août 1018), épouse de Sviatopolk Ier, grand-prince de Kiev ;
- Otto Bolesławowic (1000 - 1033).